# Spoorlijn Nijmegen - Venlo

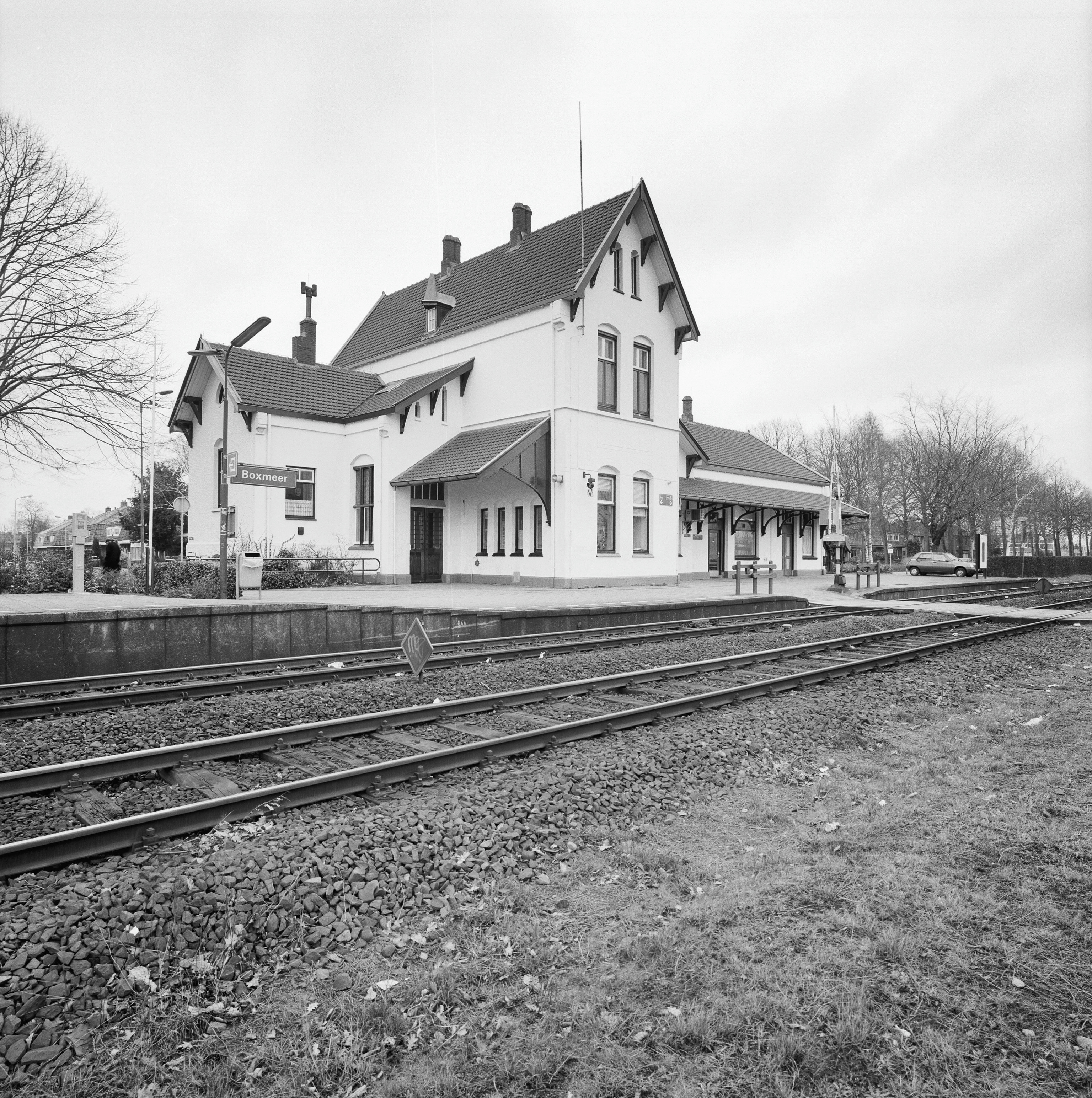
Station Boxmeer; 1 februari 1993.

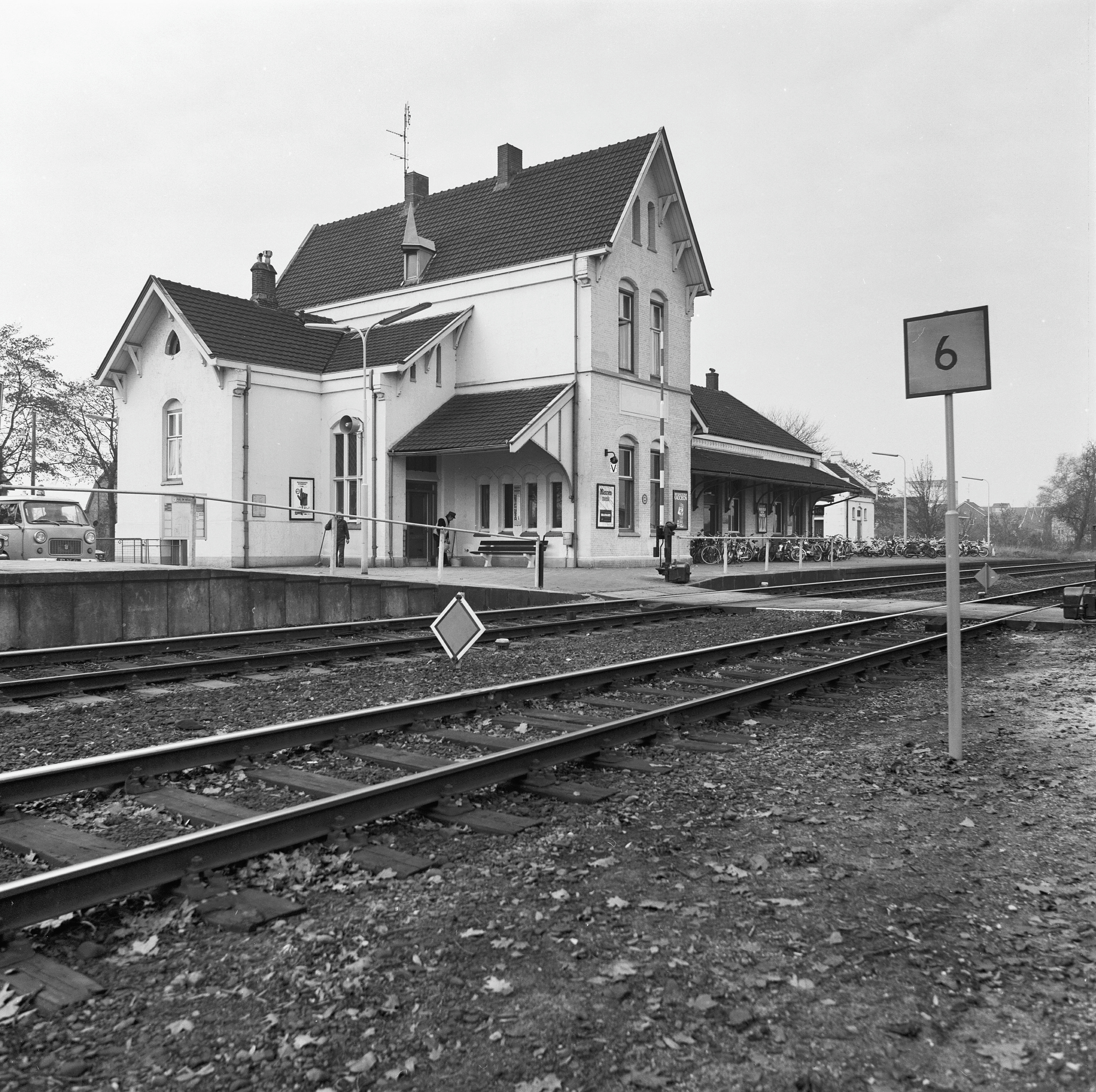
Station Venray; november 1974.

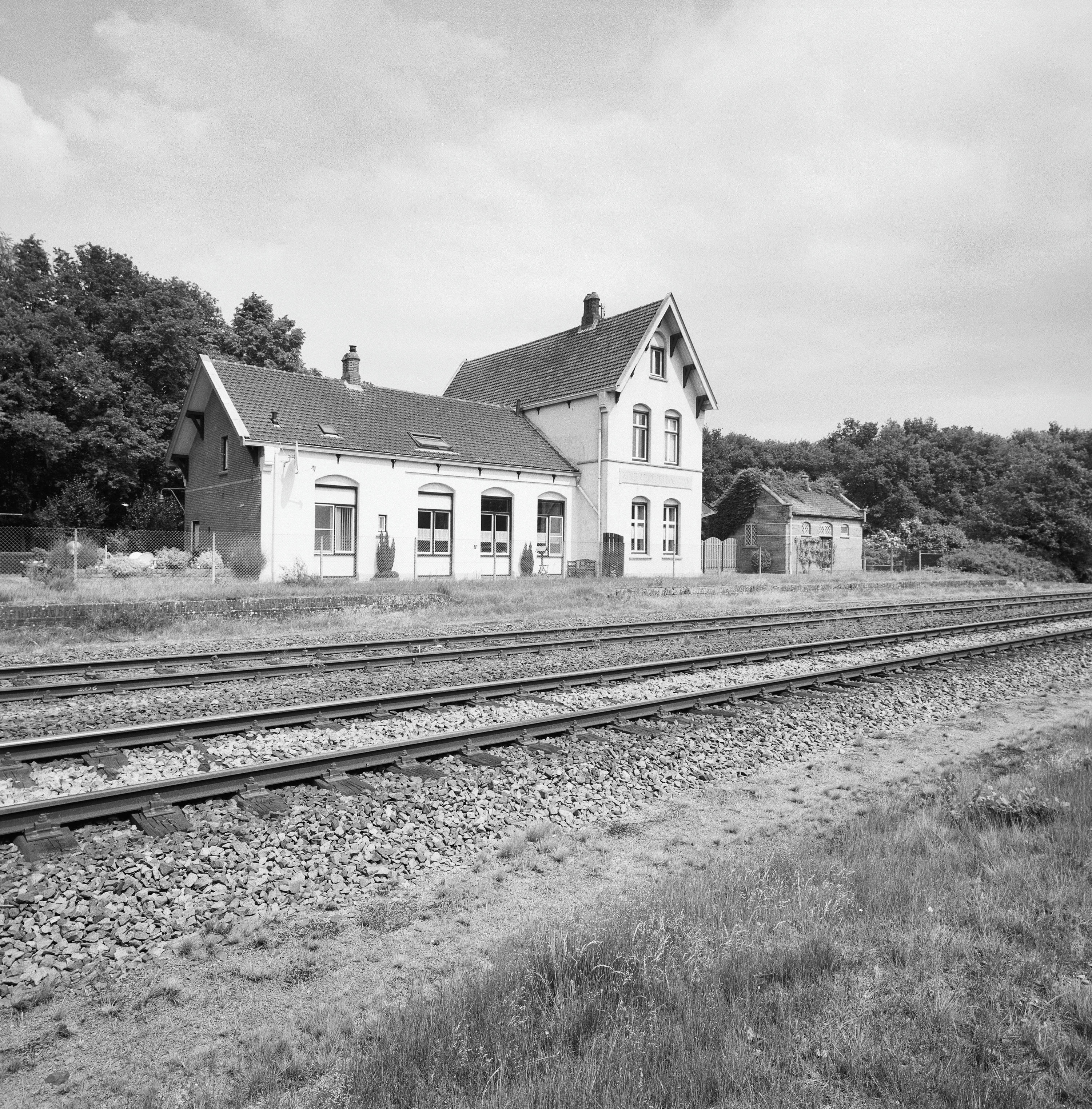
Station Meerlo-Tienray; 2001.

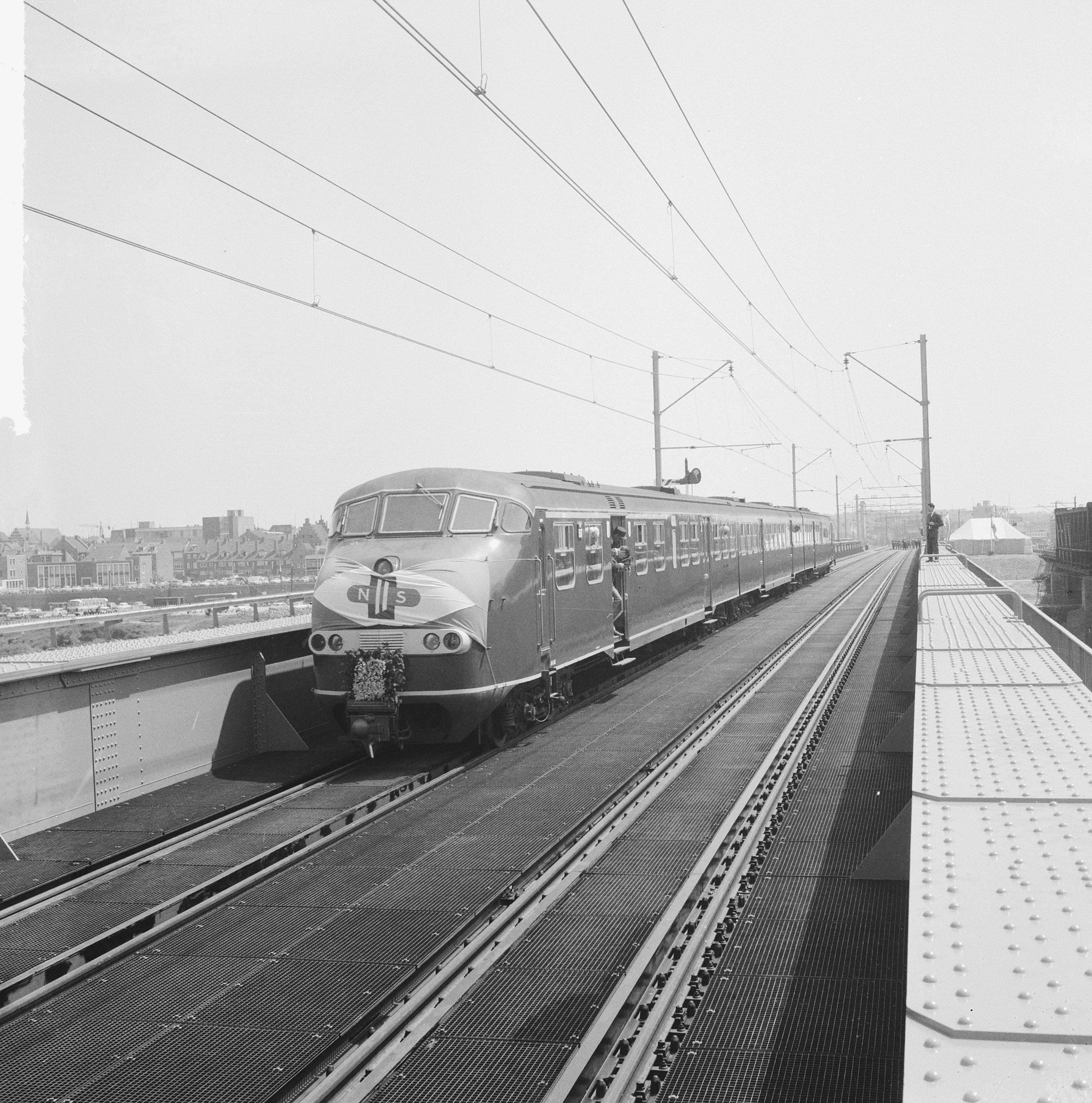
De nieuwe spoorbrug over de Maas bij Venlo wordt in gebruik genomen met een treinstel Plan U (Nijmegen – Venlo); 23 mei 1964

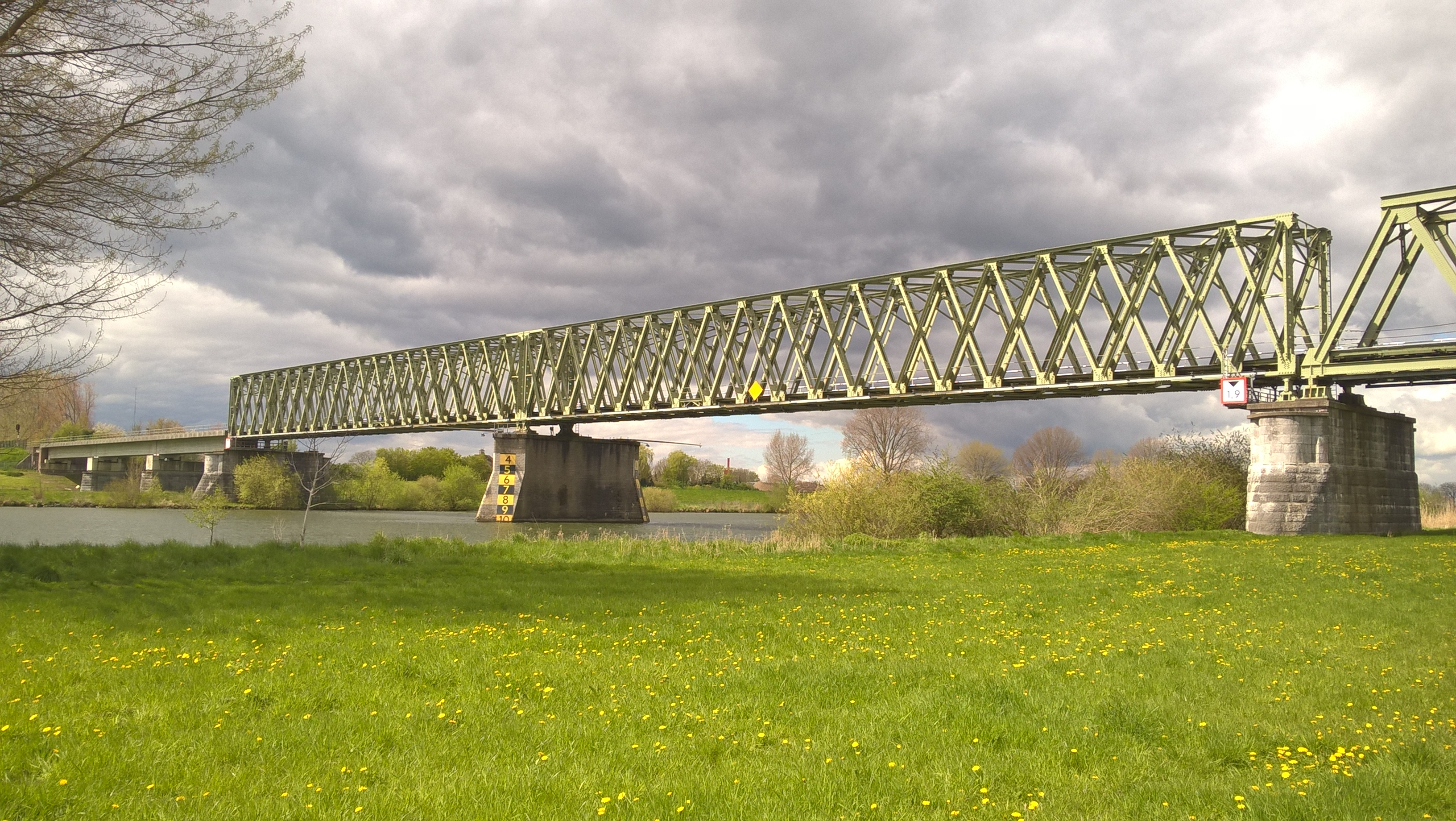
De spoorbrug over de Maas bij Mook; 23 april 2016.

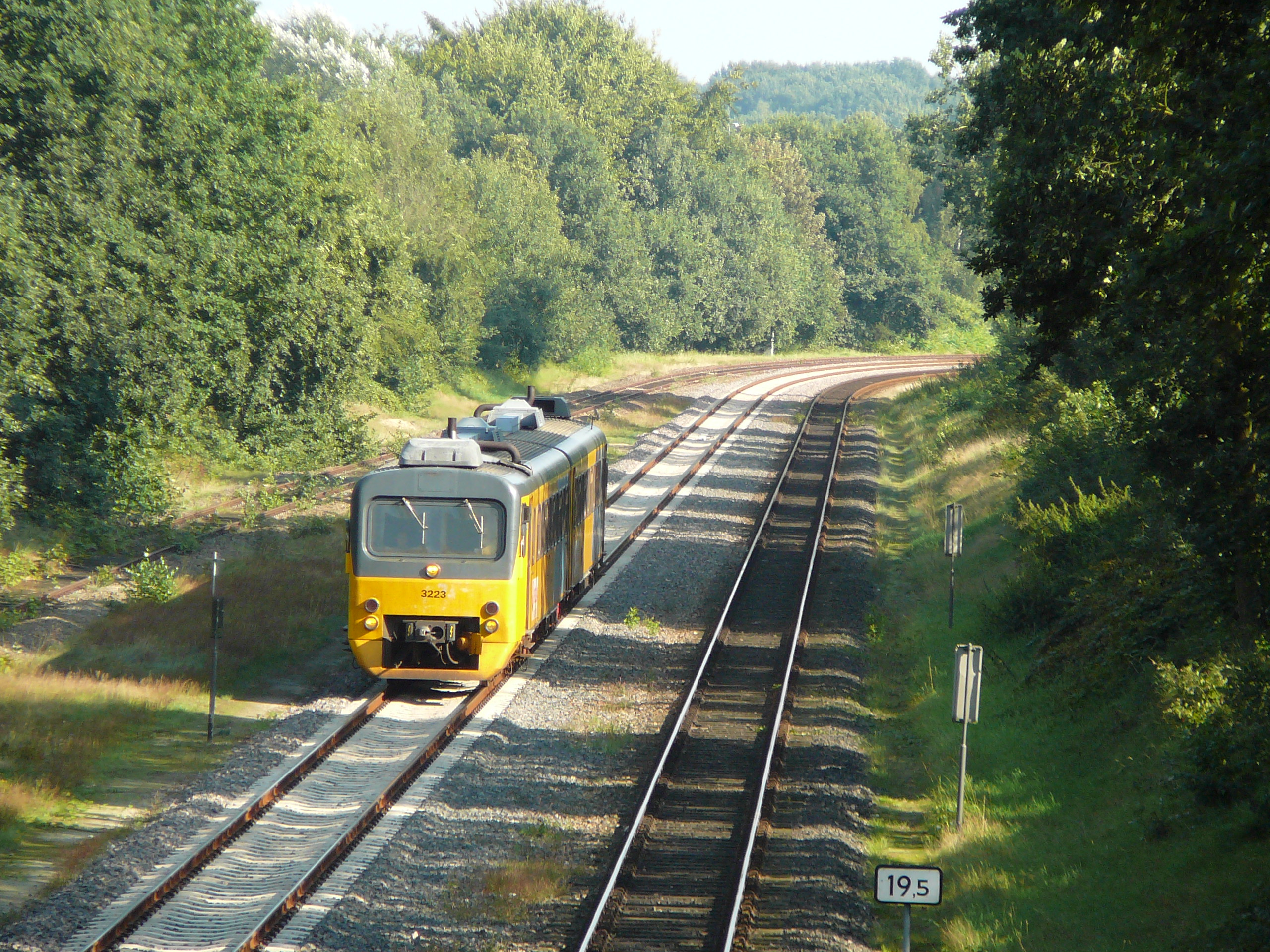
DH 2 treinstel rijdt op 25 augustus 2007 op het dubbelsporige traject bij Nijmegen Heyendaal vanuit Roermond naar Nijmegen. Links is de overwoekerde spoorlijn Nijmegen - Kleef zichtbaar.

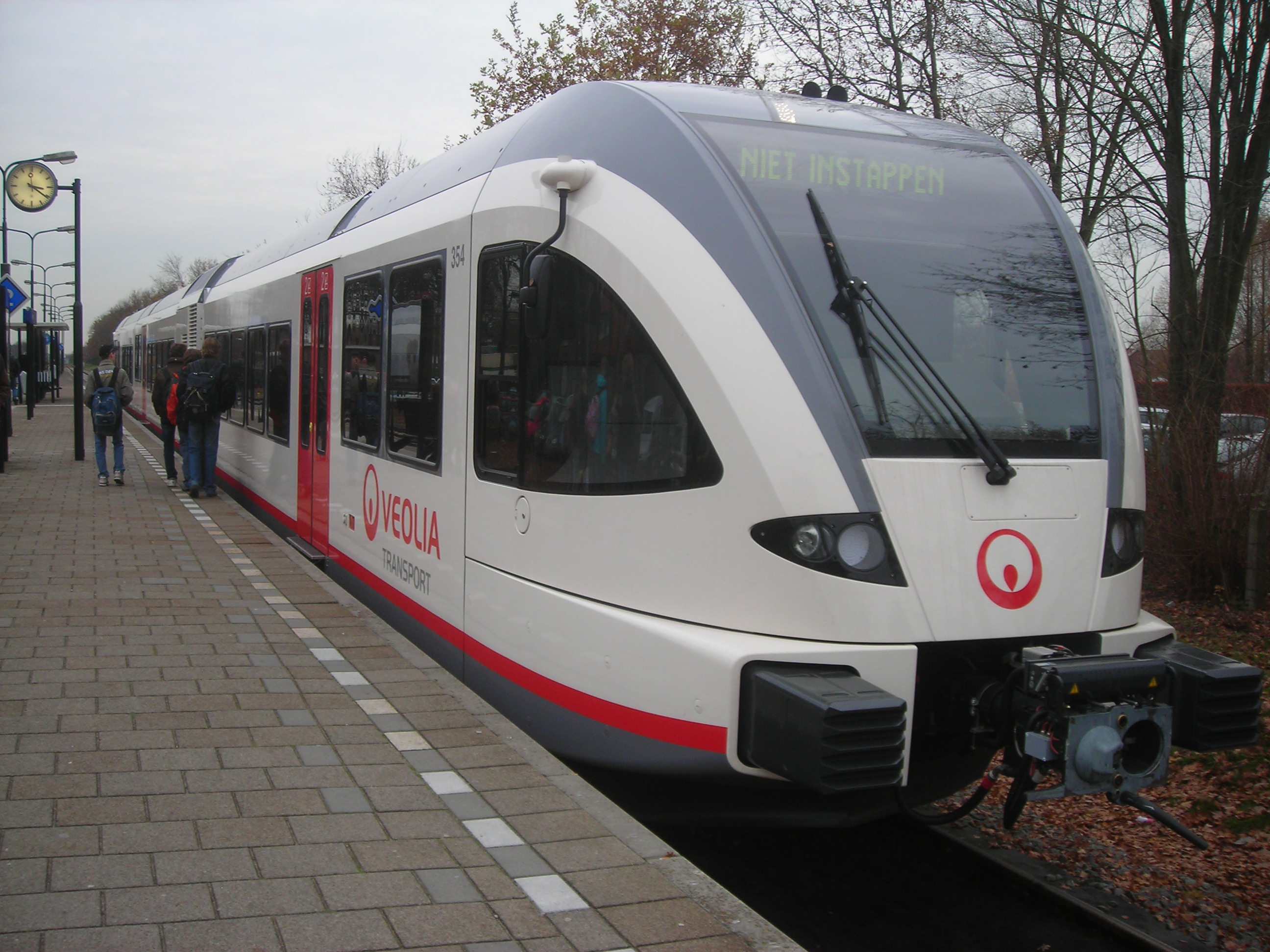
De Maaslijn werd sinds eind 2007 bereden door Velios-treinen

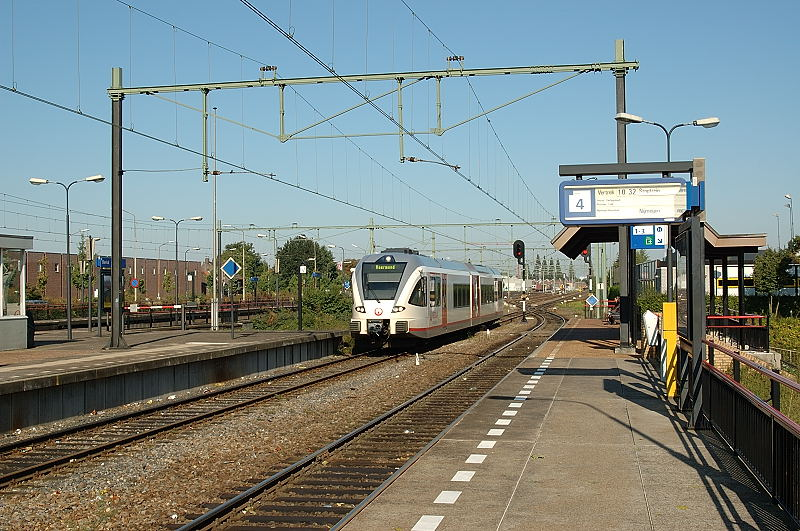
Een treinstel van Veolia rijdt station Blerick binnen.

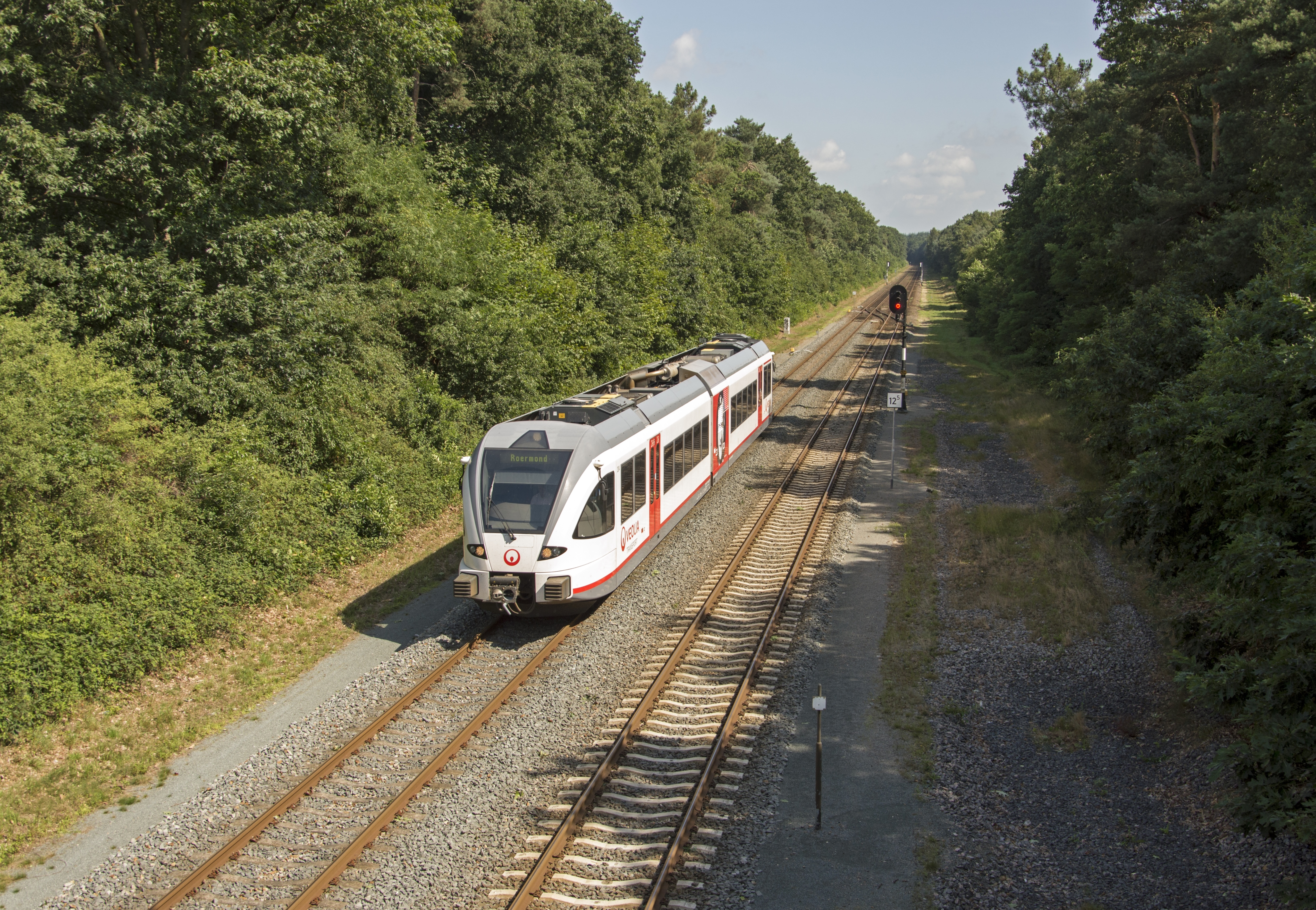
Veolia 204 als trein 32237 naar Roermond komt vanuit Nijmegen aan op station Mook-Molenhoek; 26 juli 2015.

De spoorlijn Nijmegen – Venlo, ook wel noordelijke Maaslijn of "Heilige Lijn" genoemd, is de grotendeels enkelsporige spoorlijn van Nijmegen naar Venlo. Bij Blerick sluit de spoorlijn aan op Staatslijn E (Eindhoven – Venlo – Roermond – Maastricht).
De spoorlijn is niet geëlektrificeerd en hoewel gepland was om dit voor 2024 te realiseren zal pas eind 2024 met deze werkzaamheden worden gestart.
Met de Maaslijn wordt vaak het traject Nijmegen – Roermond bedoeld, dus inclusief het gedeelte Venlo – Roermond (de "zuidelijke Maaslijn"), dat onderdeel is van Staatslijn E (spoorlijn Maastricht - Venlo); deze gehele lijn wordt met dezelfde trein bediend.

## Geschiedenis
De Maaslijn is, als onderdeel van de derde Staatsaanleg van spoorwegen in Nederland, in 1883 aangelegd. De eerste zeven kilometer vanuit Nijmegen ligt de spoorlijn parallel aan de spoorlijn Nijmegen - Kleef. Na station Blerick sluit de spoorlijn aan op Staatslijn E. Bij het Brabantse dorp Oeffelt kruist Maaslijn de voormalige spoorlijn Boxtel - Wesel van de NBDS met een viaduct. Om een overstap tussen beide spoorlijnen mogelijk te maken was er de halte Kruispunt Beugen en waren er perrons en wachtgelegenheden langs beide spoorlijnen. De perrons waren onderling met trappen verbonden. In 1874 werd ook een spoorwegverbinding tussen beide spoorlijnen aangelegd. Deze verbinding die ten noorden en oosten van het kruispunt op de lijnen aansloot, werd voornamelijk gebruikt voor goederenvervoer.
De exploitatie van de Maaslijn kwam net als op de meeste staatslijnen in handen van de Staatsspoorwegen. Vanaf 1917 exploiteerde de N.V. Nederlandse Spoorwegen de spoorlijn. De spoorlijn was tot de komst van de spoorlijn Eindhoven - Weert een belangrijke schakel voor de kolentreinen die tussen de Staatsmijnen in Limburg en de rest van Nederland reden. Voor reizigersvervoer is de spoorlijn minder van belang. De meeste reizigerstreinen rijden via Staatslijn E naar Limburg. Uitzondering hierop waren enkele doorgaande stop- en sneltreinen tussen Amsterdam en Maastricht die, als gevolg van de intensieve samenwerking tussen de HSM en de SS, aan het begin van de twintigste eeuw via de Maaslijn reden. Deze treinen reden via de Oosterspoorweg naar Amersfoort en vervolgens via Rhenen, Kesteren en Nijmegen naar Limburg.
Na de Tweede Wereldoorlog was er geen treinverkeer meer mogelijk over de spoorlijn Kesteren - Amersfoort en verdween het doorgaande reizigersvervoer naar Zuid-Limburg via de Maaslijn. Na de sluiting van de Limburgse mijnen in de jaren 60 en 70 verdween ook het kolenvervoer. De spoorlijn werd hiermee definitief een regionale zijlijn. In 1972 werd de verbindingsboog bij Kruispunt Beugen gesloten. Dat jaar werd ook het laatste goederenvervoer op het Duits Lijntje opgeheven en werd de gehele spoorlijn opgebroken. In 1997 zijn de laatste restanten van het kruispunt, waaronder de trappen en het viaduct, opgebroken. De plek is nu alleen nog te herkennen aan het feit dat de spoorlijn hier over een lengte van ongeveer een kilometer dubbelsporig is.
In het kader van het ambitieuze project Rail 21 van de NS werden eind jaren 80 plannen gemaakt om de Maaslijn onderdeel te laten worden van het nieuwe Interregio-Snelnet, de opvolger van het oude Intercitynet uit 1970. De Interregio-treinen zouden 2x per uur gaan rijden, waarbij gestreefd werd naar rechtstreekse verbindingen op uurbasis. Op de Maaslijn zou hierdoor eenmaal per uur een Interregio-trein gaan rijden die vanuit Maastricht naar Arnhem, Zwolle en vervolgens naar Leeuwarden en Groningen zou rijden. Hiervoor zou het traject verdubbeld en geëlektrificeerd worden. Net zoals de meeste plannen uit het project, is ook dit plan niet uitgevoerd. Wel is het traject in 1997 gemoderniseerd. De Maaslijn is hierbij onder andere geschikt gemaakt voor de exploitatie met sneltreinen. Deze werden dan ook enkele jaren in de dienstregeling opgenomen.
De provincie Limburg heeft het reizigersvervoer op de Maaslijn eind 2006 overgenomen van het Rijk. De Maaslijn is samen met het overige openbaar vervoer in Limburg openbaar aanbesteed. De concessie is met ingang van 10 december 2006 verleend aan Veolia Transport en had een looptijd van tien jaar. Bij de aanbesteding van de Maaslijn werkte de provincie Limburg samen met de provincie Noord-Brabant en het KAN (Stadsregio Arnhem Nijmegen). De spoorlijn loopt tenslotte door deze drie concessiegebieden. Op 6 mei 2009 werd een nieuw station geopend aan de Maaslijn: Mook-Molenhoek, op dezelfde locatie als het vroegere Mook-Middelaar.

## Stations en gebouwen
In tegenstelling tot de sobere standaardstations langs de eerste Staatslijnen, zijn langs de Maaslijn fraai uitgevoerde asymmetrische stationsgebouwen gebouwd. De stations vertonen veel overeenkomsten met het iets oudere station Hemmen-Dodewaard. Een ontwerp dat ook wel het Standaardtype Hemmen wordt genoemd. De stationsgebouwen van Molenhoek, Cuijk, Vierlingsbeek, Meerlo-Tienray en Grubbenvorst-Lottum werden in 1882 volgens hetzelfde ontwerp gebouwd. De stationsgebouwen van Boxmeer en Venray zijn wat groter en met nog meer versieringen uitgevoerd. De haltes bij Kruispunt Beugen kregen houten gebouwtjes. In Nijmegen en Blerick wordt gebruikgemaakt van de bestaande stations.
Het station van Mook werd in 1891 vernoemd in Mook-Middelaar. In 1920 werd het station Grubbevorst-Lottum vernoemd in Lottum. Beide stations werden in 1938 gesloten. Ook de stations van Vierlingsbeek en Meerlo-Tienray werden dat jaar gesloten. De stations zijn door de brandstofschaarste tijdens de Tweede Wereldoorlog in 1940 enkele maanden geopend. Station Vierlingsbeek bleef hierna in gebruik. Het stationsgebouw werd echter in 1944 verwoest. Twaalf jaar later werd bij het station een standaardhaltegebouwtje geplaatst. Het ontwerp, dat als eerste bij dit station is toegepast, wordt toepasselijk Standaardtype Vierlingsbeek genoemd. In 2004 werd het gebouwtje gesloopt.
In 1944 werd de halte Kruispunt Beugen, tegelijkertijd met het opheffen van het reizigersvervoer op het Duits Lijntje, gesloten. In 1970 werden de stationsgebouwtjes gesloopt. Vijf jaar later werd ook het voormalige stationsgebouw van Mook-Middelaar gesloopt. In 1976 werd het nog in gebruik zijnde stationsgebouw van Venray vervangen door nieuwbouw. Hier werd het zogenaamde standaardtype Douma toegepast. Drie jaar later werd de in 1972 geopende voorstadshalte Nijmegen Heyendaal voorzien van een stationsgebouw waarbij opnieuw een standaardontwerp wordt gebruikt. Hier verschijnt een zogenaamde Sextant. Het gebouw werd in 2000 alweer gesloopt. Bij de bestaande stations Cuijk en Boxmeer en de voormalige stations Lottum en Meerlo-Tienray zijn de oorspronkelijke gebouwen bewaard gebleven.

## Dienstregeling
Zoals vermeld reden tot de Tweede Wereldoorlog diverse doorgaande treinen vanuit Amsterdam naar Maastricht over de Maaslijn. Tijdens de oorlog verviel de spoorwegverbinding tussen Amersfoort en Kesteren en enkele jaren later werd de spoorlijn van Roermond naar Maastricht geëlektrificeerd. Hierna reden er geen doorgaande treinen meer over de Maaslijn naar Zuid-Limburg. Uitzondering was de zogenaamde Valkenburg Express die tot 1988 of 1989 op zomerse zaterdagen van Zwolle via Venlo naar Valkenburg rijdt. Deze trein heeft overigens altijd in het dienstregelingpad van een reguliere stoptrein gereden.
Tot eind jaren 50 reed eenmaal per twee uur een doorgaande stoptrein van Enschede via Zutphen en Arnhem naar Roermond. Daarnaast reed er een stoptrein tussen Nijmegen en Roermond. Hierna werd de treindienst ingekort in een stoptreindienst tussen Nijmegen en Roermond, die eenmaal per uur reed. In de spits werd dit aangevuld met een aantal sneltreinen die alleen in Venray, Venlo en Tegelen stoppen. Een enkele sneltrein stopte ook in Cuijk, Vierlingsbeek of Reuver.

### Spoorslag '70 en de 25 jaar daarna
Na de invoering van de nieuwe dienstregeling bij Spoorslag '70 werd de frequentie van de treindienst op een deel van de Maaslijn verhoogd. Naast de bestaande uurdienst reed overdag op werkdagen en zaterdags eenmaal per uur een extra stoptrein tussen Nijmegen en Venray. Deze trein sloeg Vierlingsbeek over. In de spits reden de treinen door naar Roermond en sloegen hierbij Blerick en Swalmen over. Enkele jaren later werd de stoptreindienst op werkdagen en zaterdags geïntensiveerd tot een halfuursdienst tussen Nijmegen en Roermond, in de spits aangevuld met enkele pendeltreinen Nijmegen – Nijmegen Heyendaal, Nijmegen – Cuijk en Nijmegen – Boxmeer.
In de zomer van 1988 werden vrijwel alle spitstreinen opgeheven en werd de stoptreindienst eenmaal per uur doorgetrokken naar Arnhem. Vijf jaar later werd de stoptreindienst tussen Nijmegen en Roermond buiten de spits ingekort tot Nijmegen – Venray. De treinen Arnhem – Roermond bleven wel het gehele traject berijden.

### Wijzigingen in 1996
In juni 1996 werd de treindienst na aanpassingen van het baanvak geheel gewijzigd. Voortaan reed tussen Nijmegen en Roermond eenmaal per uur een sneltrein. Deze trein stopte alleen in Boxmeer, Venray, Venlo en Reuver en legde het gehele traject ruim twintig minuten sneller af dan de stoptreinen die voorheen op het traject reden. Naast de sneltrein gingen er drie verschillende stoptreinen over delen van het traject rijden. Er kwam een stoptrein tussen Nijmegen en Boxmeer, een stoptrein tussen Nijmegen en Venray en een stoptrein tussen Blerick en Roermond. Voor de verbinding Venray – Blerick werd een busdienst ingelegd. Deze busdienst verdween na enkele jaren en voortaan mochten reizigers tussen beide plaatsen via Venlo reizen. Weer enkele jaren later verviel op zondag de stoptreindienst tussen Nijmegen en Boxmeer. Ter vervanging stopte de sneltrein zondags op de tussengelegen stations. In december 2005 werd de treindienst opnieuw gewijzigd. Voortaan reed er één stoptrein en één sneltrein tussen Nijmegen en Roermond. De sneltrein sloeg echter alleen nog Vierlingsbeek, Tegelen en Swalmen over. De reistijd werd hierdoor weer met enkele minuten verlengd.

### Exploitatie door Veolia
Een jaar later werd de exploitatie van het traject overgenomen door Veolia. De maatschappij reed in eerste instantie een halfuursdienst van stoptreinen tussen Nijmegen en Roermond. De treinen sloegen hierbij Blerick over. Hoewel de treinen nu weer in een consequente halfuursdienst reden was de reistijd ten opzichte van enkele jaren eerder een kwartier langer. Door de inzet van nieuw materieel kon de reistijd een jaar later met bijna tien minuten worden verkort. Daarnaast stopten de treinen weer in Blerick en reden er in de brede spits elk half uur extra stoptreinen tussen Nijmegen en Venray. Sinds begin 2010 reden de avondspitstreinen tot Venlo.
Vanaf 2013 zette Veolia meer treinen in tijdens de ochtendspits van Cuijk naar Nijmegen. Naast de twee reguliere en twee spitstreinen, reden er van Cuijk nog 3 extra treinen naar Nijmegen. Deze reden niet in omgekeerde richting.
De concessie vanaf december 2016 werd gegund aan Arriva.
| Serie       | Treinsoort         | Route                                | Bijzonderheden                                                                                |
| ----------- | ------------------ | ------------------------------------ | --------------------------------------------------------------------------------------------- |
| 32200 RS 11 | Stoptrein (Arriva) | Nijmegen – Venray – Venlo – Roermond |                                                                                               |
| 32300 RS 11 | Stoptrein (Arriva) | Nijmegen – Venray – Venlo            | Rijdt niet 's avonds en in het weekend. De laatste drie ritten vanaf Nijmegen gaan tot Venlo. |

## Materieelinzet
In het stoomtijdperk was er voornamelijk materieel van de SS op de Maaslijn waar te nemen. Na de samenwerkingsovereenkomst en de daarop volgende fusie tussen de SS en de HIJSM kwam er ook HSM materieel op de spoorlijn te rijden.
Nadat in de jaren vlak voor, tijdens en vlak na de Tweede Wereldoorlog de belangrijkste spoorwegverbindingen waren geëlektrificeerd, schoof het vooroorlogse dieselelektrische stroomlijnmaterieel door naar de secundaire baanvakken. Zo kwamen begin jaren 50 zowel de oude dieseldrieën als de dieselvijven op de Maaslijn te rijden. De DE5-treinstellen reden hierbij voornamelijk de doorgaande treinen tussen Enschede en Roermond.
In 1961 werden voor het eerst de nieuwe Plan U treinstellen ingezet. De treinstellen hebben vervolgens meer dan 35 jaar vrijwel alleenheerschappij op het traject. Alleen de spitstreinen tussen Nijmegen, Nijmegen Heyendaal, Cuijk en Boxmeer worden van 1978 tot 1989 met DE 2 treinstellen gereden. Eind juni 1997 werd de treindienst overgenomen door het Dieselmaterieel '90.
Bij het ingaan van de nieuwe dienstregeling 2007, in december 2006, verdwenen de DM'90 stellen alweer van de Maaslijn. Veolia nam de exploitatie over en zette aanvankelijk van NS Financial Services Company gehuurde Wadlopers in. De belangrijkste redenen voor deze opvallende materieelinzet was dat NS Reizigers de DM '90 treinstellen alleen voor een periode van 10 jaar wil verhuren, de dienstvaardige Plan-U stellen inmiddels waren verkocht aan een Slowaakse spoorwegmaatschappij en dat de eigen Class 66-diesellocomotieven al in gebruik waren in het goederenvervoer. De door Arriva afgedankte Wadlopers waren op dat moment de enige overgebleven optie binnen de landsgrenzen. Vanaf november 2007 namen de Velios-treinstellen de dienst over van de oude Wadlopers. Enkele maanden later verdween de laatste Wadloper van de Maaslijn.
Vanaf oktober 2014 beschikt Veolia Transport tevens over Lint 41 materieel dat vooral in de spitsuren tussen Nijmegen en Venray ingezet.

### Exploitatieproblemen Veolia
Sinds 10 december 2006 exploiteerde Veolia de Maaslijn. Hierbij was de sneltrein verdwenen, en reed er voortaan ieder half uur een stoptrein tussen Nijmegen en Roermond. Daarnaast reed er in de spits ieder half uur een extra stoptrein tussen Nijmegen en Venray (in eerste instantie alleen tussen Nijmegen en Boxmeer wegens de lagere snelheid van de Wadlopers, waardoor de kruisingen op de enkelsporige spoorlijn niet konden worden gehaald), zodat op dit gedeelte van de Maaslijn een kwartierdienst ontstaat. De eerste weken werd er niet meer gestopt op station Blerick, dit om de lagere baanvaksnelheid van de tijdelijk te gebruiken Wadloper-treinen te compenseren en zo toch de rest van de stations op tijd te kunnen bedienen. Vanaf 21 januari 2007 was de dienstregeling weer hersteld, en stopten alle treinen weer in Blerick. Veolia had tijdens de inzet van het Wadloper-materieel veel problemen met vertraagde treinen, overgeslagen ritten, te volle treinen en grotere en kleinere ongelukken op het spoor.
Nadat alle Velios-treinstellen waren geleverd, bleek al gauw dat de capaciteit hiervan niet altijd voldoende was. Op het deel Venray – Nijmegen nam het aantal reizigers sinds de komst van Veolia bovendien met 50 procent toe. Enkele malen moesten, met name op station Cuijk, reizigers achterblijven op het perron of stopte de trein in verband met te grote drukte zelfs helemaal niet. Veolia besloot tot het verlengen van vier tweedelige treinstellen om zodoende de capaciteit te verhogen. Om de drukte enigszins op te vangen, werden vanaf 1 december 2008 twee DM '90-stellen ingezet door Veolia. Vanaf eind 2009 zouden de Velios-treinstellen dan verlengd moeten zijn tot drie bakken.

### Jaarcijfers

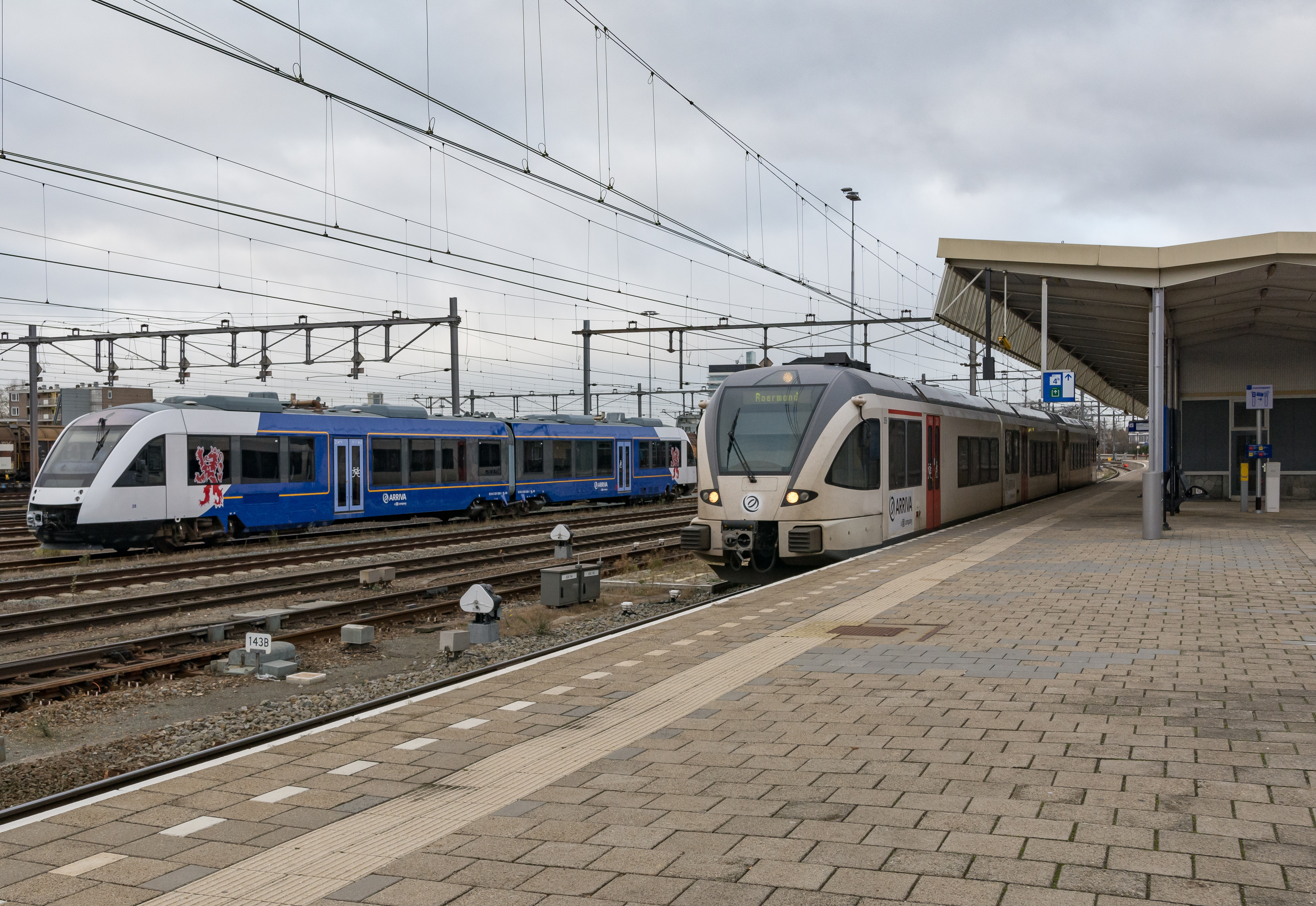
Veolia 359 (met Arriva bestickering) vertrekt uit Venlo als stoptrein 32249 naar Roermond. Op de achtergrond staat Arriva Lint 28; 27 november 2016.

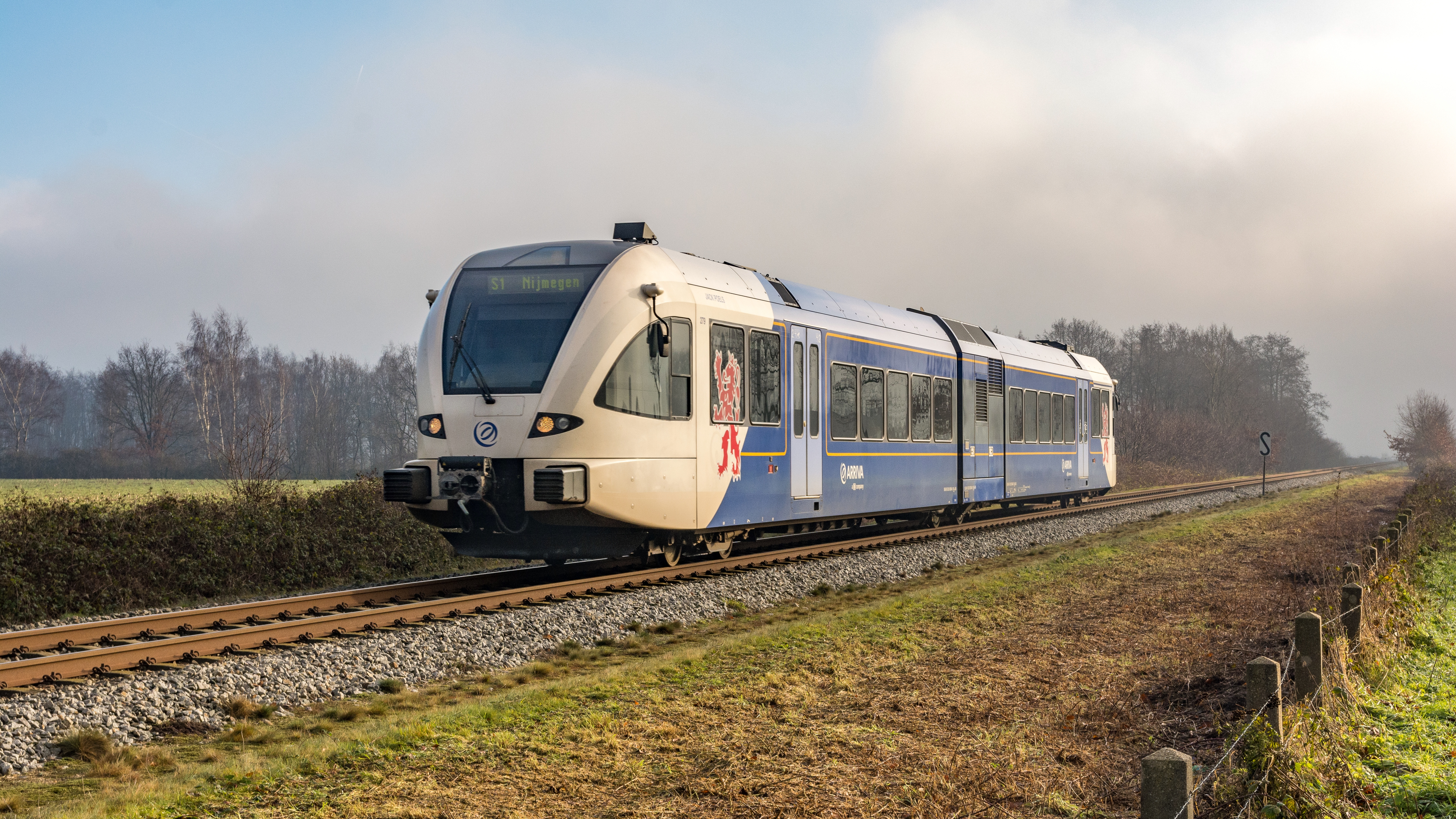
Arriva 279 als S1 (trein 32240) naar Nijmegen; 17 december 2017.

|                               | 2005  | 2006  | 2007  | 2008  | 2009  | 2010  | 2011  | 2012  | 2013  |
| ----------------------------- | ----- | ----- | ----- | ----- | ----- | ----- | ----- | ----- | ----- |
| Passagiers absoluut (miljoen) | 4,3   | 4,3   | 4,2   | 4,4   | 4,6   | 4,7   | 4,7   | 4,8   | 5,1   |
| Reizigerskilometers (miljoen) | 117,4 | 125,1 | 114,5 | 119,5 | 121,0 | 125,0 | 132,6 | 137,1 | 146,6 |

## Toekomstplannen
Bij plannen uit 2008 voor de langere termijn (2020) zijn er wensen voor een sneltreindienst tussen Nijmegen, Venlo en Roermond, nieuwe stations en frequentieverhogingen tussen onder meer Venray en Nijmegen; de 15-minutendienst zou daar verhoogd moeten worden naar een 10-minutendienst. Om dit te realiseren dient hoofdzakelijk meer dubbelspoor aangelegd te worden, zodat de treinen elkaar op meer plaatsen kunnen kruisen. Onder de lokale overheden bestaan of bestonden er wensen voor nieuwe stations in Roermond-Noord, Belfeld, Venlo (-Zuid), Grubbenvorst, Boxmeer en Cuijk (-Noord). Veolia heeft al aangegeven pas nieuwe stations te willen bedienen als er sprake is van een sneltreindienst.

### Werkzaamheden in de toekomst (2014)
Op 16 juni 2014 werd bekendgemaakt dat de elektrificatie definitief doorgaat. Het plan om een nieuw station te realiseren ter hoogte van Grubbenvorst, Venlo Greenport genaamd, wordt niet uitgevoerd.
Ook wordt de lijn op meerdere plaatsen verdubbeld om de frequentie te kunnen opvoeren en worden er aanpassingen gedaan zodat er 140 km/h gereden kan worden, in tegenstelling tot de huidige 100 km/h tussen Roermond en Venlo en 125 km/h tussen Venlo en Nijmegen.
Volgens ProRail vinden de werkzaamheden voor de elektrificatie van de lijn nu plaats tussen 2022 en 2024. Er komt geen nieuw station Grubbenvorst. De totale kosten voor de verbetering van de Maaslijn bedragen 175 miljoen euro; dit wordt gedragen door de provincies en het rijk.

## Plan voor elektrificatie en spooruitbreiding (2019-2027)
Nadat in 2008 al afspraken waren gemaakt voor de uitbreiding van de infrastructuur is er als gevolg van wijzigingen in het project vertraging opgetreden en zijn er inmiddels hogere kosten. Ook voor de elektrificatie zijn extra investeringen nodig. Voor het project de Maaslijn was 154,6 miljoen euro uitgetrokken, waarvan 50 miljoen door het Rijk. In maart 2019 is besloten om het budget te verhogen tot 213 miljoen euro. Het Rijk betaalt totaal 60 miljoen euro, terwijl Limburg 99,9 miljoen euro neertelt, Noord-Brabant 31,6 miljoen euro en Gelderland 21,5 miljoen euro.
Zowel het Rijk als de provincies Limburg, Noord-Brabant en Gelderland trekken extra geld uit voor de Maaslijn. Daarmee kan worden gestart met de gedeeltelijke spoorverdubbeling en met de elektrificatie van de lijn tussen Nijmegen, Venlo en Roermond. Er komen negen nieuwe onderstations voor de stroomvoorziening langs de lijn.
Op vier plekken langs de Maaslijn wordt een extra (dubbel)spoor aangelegd: ten noorden van Cuijk, ten noorden van Boxmeer, ten zuiden van Venray (en tussen Reuver en Swalmen; baanvak Venlo – Roermond). Ook wordt een aantal bogen, viaducten, bruggen en overwegen aangepast, zodat de nieuwe elektrische treinen vaker en sneller kunnen rijden dan de huidige dieseltreinen. De nieuwe elektrische treinen zijn van het type Flirt en ontworpen door de Zwitserse treinfabrikant Stadler. Deze trein is luxer, iets stiller en lichter dan de huidige dieseltrein. Het gaat om elf treinstellen, waarvan de levering anno april 2025 heeft plaatsgevonden.
In 2019 werd verwacht dat het project in 2024 zou kunnen worden voltooid, waarna de snelheid en de frequentie van de treinen op dit traject omhoog zou kunnen gaan. Daarmee kan tegemoet worden gekomen aan het toegenomen vervoer op de lijn. ProRail heeft opdracht gekregen om het project voor te bereiden en te realiseren. De Provincies Limburg, Brabant en Gelderland dragen samen met het Rijk bij aan de financiering van het project.
Als gevolg van grote risico’s in de levering van materialen, prijsverhogingen en daardoor vertragingen in de oplevering als gevolg van de oorlog in Oekraïne heeft ProRail op 14 april 2022 de aanbestedingsprocedure voor de elektrificatie van de Maaslijn besloten in te trekken en deze opnieuw vorm te geven. Door deze stap is een vertraging van de realisatie van het project naar eind 2027 onvermijdelijk geworden. In oktober 2023 is het project gegund aan Swietelsky Rail Benelux. Het project moet eind 2027 klaar zijn.

### Algemene infrastructurele maatregelen
115 kilometer spoor zal van een bovenleiding worden voorzien. Voor de electriciteitsvoorziening worden negen onderstations gebouwd, bij alle tussengelegen stations behalve Blerick en Venlo. Perrons worden verlengd, zodat er acht Flirt-bakken langs passen. De perrons worden ook op 76 centimeter hoogte vanaf de spoorstaaf gebracht, waardoor gelijkvloers in- en uitstappen mogelijk is. Ondergrond, kunstwerken en rails worden aangepast zodat reizigerstreinen met een aslast van twintig ton en een gewicht van acht ton per meter met een snelheid van 140 km/u kunnen rijden en goederentreinen met 22,5 ton aslast en een gewicht van acht ton per meter met een snelheid van 100 km/u.

### Nijmegen — Blerick
Op Station Nijmegen wordt langs spoor 35 de perronkap aangepast vanwege de elektrificatie. Station Nijmegen Heyendaal is sinds april 2024 onderhanden genomen: het bed van de vroegere lijn Nijmegen — Kleef wordt bij het perron (richting Nijmegen) getrokken. Voorbij de Maasbrug komt anderhalf kilometer nieuw dubbelspoor tot station Cuijk. Het dubbelspoor bij kruising Beugen wordt opgeheven. Bij Boxmeer wordt een halve kilometer dubbelspoor richting het station gecreëerd. In Venray wordt spoor 3 een kopspoor voor de treinen van Nijmegen naar Venray v.v. Ten zuiden van Venray komt 4,5 kilometer dubbelspoor. Op het Blerickse emplacement wordt de sporenlay-out veranderd.

### Venlo
Wat in Venlo voor extra moeilijkheden zorgt is dat er twee bovenleidingspanningen zijn: 1500 V gelijkspanning (de Nederlandse kant) en 15 kV 16,7 Hz wisselspanning (aan de Duitse kant). Een aantal sporen kan door een omschakelinstallatie worden gebruikt voor Duitse en Nederlandse locs. De elektrificatie van de Maaslijn brengt met zich mee dat de treinen spoor 35 moeten kruisen, dat voorzien is van Duitse bovenleidingspanning. Er is voor gekozen om de reizigerstreinen met neergelaten stroomafnemers de kruising te laten passeren. Dat bekent dat treinen die station Venlo verlaten in de richting Roermond voldoende snelheid moeten hebben.  Voor goederentreinen is de consequentie eigenlijk dat er alleen diesellocs kunnen rijden tussen Venlo en Roermond. Op en rond station Venlo spelen nog andere problemen, zoals de doortrekking van RE13 vanuit Düsseldorf en Mönchengladbach naar Eindhoven en de uitbreiding van het goederenemplacement voor treinen van 740 meter lengte.
Op 31 mei 2025 is een begin gemaakt met de werkzaamheden voor elektrificatie en verdubbeling van de sporen op de Maaslijn.